# 에네 에르그마

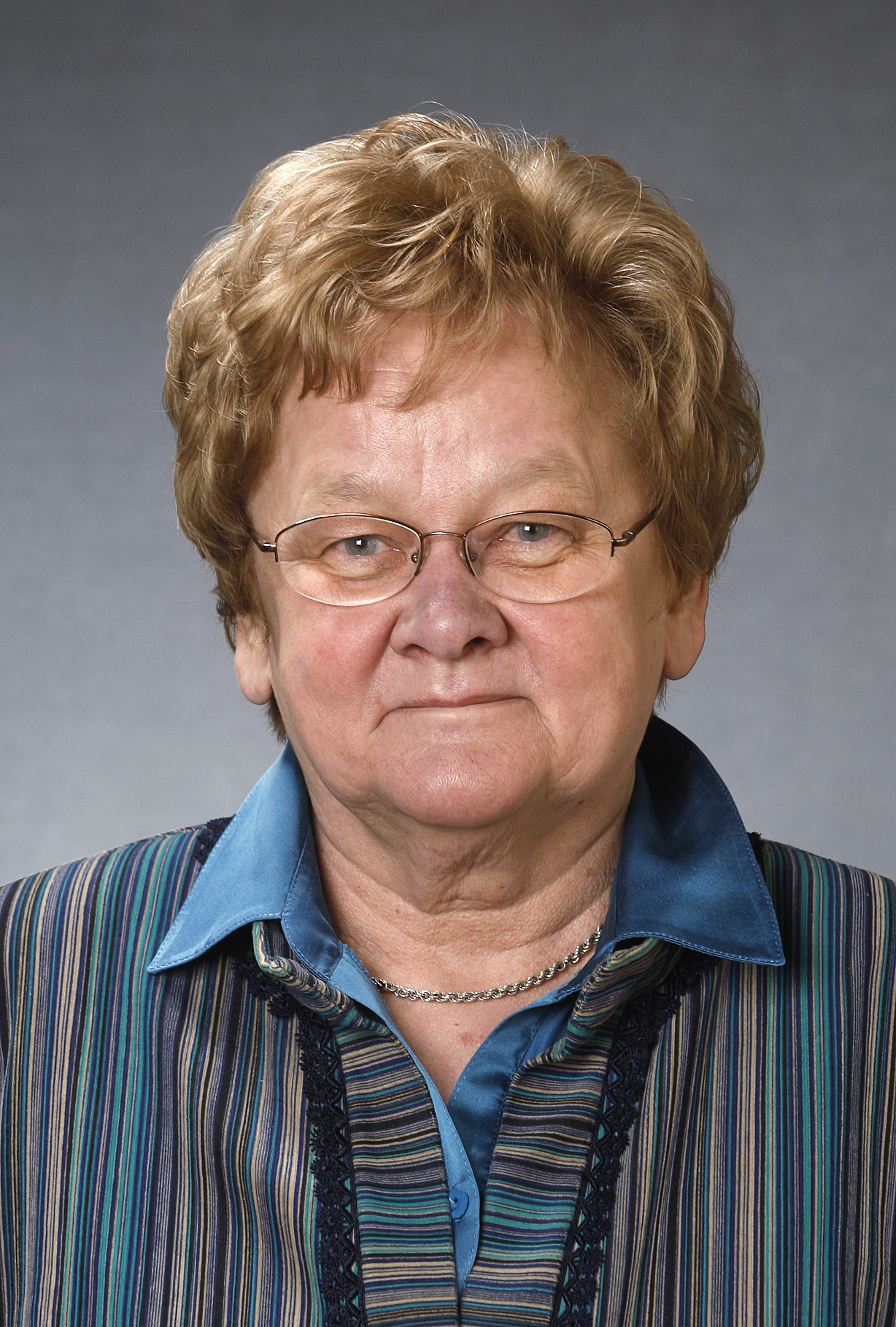
에네 에르그마

에네 에르그마(에스토니아어: Ene Ergma, 1944년 2월 29일 라크베레 ~ )는 에스토니아의 정치인이다. 에스토니아의 의회인 리기코구 의원을 역임하고 있으며 소속 정당은 조국과 공화국을 위한 연합이다.